# The Plant Cell
The Plant Cell — ежемесячный рецензируемый научный журнал науки о растениях, особенно в области клеточной и молекулярной биологии, генетики, развития и эволюции. Публикуется Американским обществом биологов растений. Главный редактор — Sabeeha Merchant (Калифорнийский университет, Беркли). Журнал основан в 1989 году, а его главным редактором стал Роберт (Боб) Голдберг (Университет Калифорнии, Лос-Анджелес).
По данным Journal Citation Reports, в 2018 году импакт-фактор составил 8,228.
В октябре 2009 года The Plant Cell представила «Учебные инструменты по биологии растений», новую онлайн-функцию, состоящую из материалов, которые помогают преподавателям проводить курсы по биологии растений. Каждая тема включает в себя краткое эссе, представляющее тему, с предлагаемым дальнейшим чтением, и лекцию в формате PowerPoint с раздаточными материалами.

## Редакторы
Следующие люди являются или были главными редакторами журнала: 
- 1989–1994: Robert Goldberg
- 1995–1999: Brian Larkins
- 2000–2004: Ralph Quatrano
- 2004–2008: Rich Jorgensen
- 2008–2014: Cathie Martin
- 2015–present: Sabeeha Merchant